# 陶冬
陶冬（1963—），中国经济学家。

## 生平
毕业于北京外國語大學學士，美國猶他大學經濟學碩士及博士。。對亞洲經濟分析敏銳獨到，曾對1997年的亞洲金融風暴和於2004年對中國經濟政策發表前瞻性分析，現任瑞士信贷集團董事總經理，亞洲區首席經濟分析師。臺灣《 今周刊》開一經濟分析專欄。

## 著作
- 《拐點下的困惑：陶冬預言中國經濟的危與機》， 中國人民大學出版社 ，出版日期：2014-02-01，281頁（简体中文），ISBN 978-730-017-048-0
- 《陶冬預言中國經濟未來十年的危與機》 ， 高寶出版社 ，出版日期：2014-11-26，336頁（繁體中文），ISBN 978-986-361-083-0
- 《陶冬看世界潮起與潮落》， 機械工業出版社 ，出版日期：2010-01-01，218頁（简体中文），ISBN 978-711-129-201-2
- 《陶冬看中國︰崛起與挑戰》 ， 機械工業出版社 ，出版日期：2010-01-01，232頁（简体中文），ISBN 978-711-129-202-9
- 《經濟危機與世界新秩序》 ， 財信出版 ，出版日期：2009-03-11，264頁（繁體中文），ISBN 978-986-660-244-3
- 《透視中國經濟熱點》，財訊 ，出版日期：2006-07-25，272頁（繁體中文），ISBN 986-708-421-7
- 《中國經濟熱點透視》，上海人民出版社 ，出版日期：2006-01-01，202頁（简体中文），ISBN 720-805-968-3